# Regla de la palanca

Diagrama binario con fases sólida y líquida, con la representación de la isoterma (LS).

La regla de la palanca es el método empleado para conocer el porcentaje en peso de las fases "sólida y líquida" también "sólida y sólida" , presentes en una aleación de una cierta concentración cuando se encuentra a una determinada temperatura.

## Cálculos

### Diagrama de fases binario
Antes de comenzar, haremos una isoterma para poder calcular el porcentaje en peso de cada elemento, representada en la imagen por el segmento LS. Esta línea se traza horizontalmente desde la temperatura de composición de una fase hasta la otra (en este caso desde el líquido al sólido). El porcentaje en peso del elemento B en el líquido viene dado por wl y en el sólido por ws. El porcentaje de sólido y líquido puede ser calculado usando las siguientes ecuaciones, que constituyen la regla de la palanca:
% peso de la fase sólida {\displaystyle =X_{\rm {s}}={\frac {w_{\rm {o}}-w_{\rm {l}}}{w_{\rm {s}}-w_{\rm {l}}}}\ }
% peso de la fase líquida {\displaystyle =X_{\rm {l}}={\frac {w_{\rm {s}}-w_{\rm {o}}}{w_{\rm {s}}-w_{\rm {l}}}}}
donde wo es el porcentaje en peso del elemento B en el sistema.
- Datos: Q1781829